# Ian Araneta
Ian Araneta, né le 2 mars 1982 à Iloilo aux Philippines, est un ancien footballeur international philippin qui évoluait au poste d'attaquant.

## Biographie

### Sélection
Ian Araneta est convoqué pour la première fois par le sélectionneur national Sugao Kambe pour un match amical face à Singapour le 11 décembre 2002. Le 21 octobre 2008, il marque son  premier but en équipe des Philippines lors du match des éliminatoires de l'AFF Suzuki Cup 2008 face au Laos.
Il participe à l'AFC Challenge Cup en 2012 avec les Philippines.

## Palmarès

### En club
- Avec le Philippine Air Force :
  - Vainqueur de la Coupe des Philippines en 2009 et 2011.

### En sélection nationale
- Vainqueur de Philippine Peace Cup en 2012.

### Récompenses
- Meilleur buteur de Long Teng Cup en 2010 (4 buts).

## Statistiques

### Buts en sélection
Le tableau suivant liste les résultats de tous les buts inscrits par Ian Araneta avec l'équipe des Philippines.